# التحويل في c++

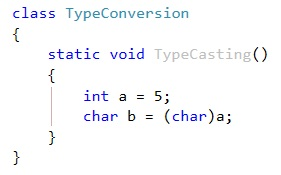

 تحويل الأنواع في سي بلس بلس : (بالإنجليزية: type casting)‏ وهي عبارة عن مجموعة طرق للتحويل من نوع إلى نوع معين في لغة ++C , مثلها مثل أي لغة أخرى , وبما أن لغة ++C لغة مميزة عن غيرها فلها طرق تحويل خاصة بها ,ويجب عليك كمبرمج لغة ++C أن تعرف كيف تتعامل مع هذه التحويلات بدقة لكي لا تكون برامجك عرضة للأخطاء التي أحيانا قد لاتكتشفها أثناء كتابة برنامجك .

## التحويل الضمني
التحويل الضمني (بالإنجليزية: Implicit conversion)‏ لايتطلب أي معامل , ويتم تنفيذها تلقائيا عندما يتم نسخ قيمة من نوع معين إلى نوع آخر موافق .
```
short
 
s
 
=
 
1000
;

int
 
a
;

a
 
=
 
s
;

```

هنا القيمة تم ترقيتها من short إلى int ,مع أننا لم نفوم باستخدام أي معامل للتحويل type_casting , هذا التحويل يسمى بالتحويل القياسي Implicit conversion ,وهو يؤثر في الأنواع الأساسية للبيانات , مثل تحويل الأنواع العديّدة (short to int, int to float, double to int) ويمكن تحويلهم أيضا إلى النوع المنطقي bool .
مع ذلك هذه التحويلات تعد غير دقيقة أي يمكن أحيانا أن يطلق المترجم رسائل تحذيرية ,ولتجنب ذلك يجب أن نستخدم التحوي الصريح explicit conversion .
أيضا يمكن أن يتضمن التحويل الضمني التحويل بين مشيدات الفئات (classes) إذا كان في إحد مشيد الفئة كائن للفئة الأخرى , مثال على ذلك :
```
class
 
A
 
{};

class
 
B
 
{
 
public
:
 
B
 
(
A
 
a
)
 
{}
 
};

A
 
a
;

B
 
b
 
=
 
a
;

```

في الكود السابق حدث تحويل بين كائنين A , B لأن مشيد الفئة B تحتوي على بارمتر من نوع A .لذلك التحويل الضمني مسموح فقط من A إلى B.

## التحويل الصريح
(بالإنجليزية: Explicit conversion)‏ العديد من التحويلات , خاصة تلك التي تعبر عن تفسيرات مختلفة في القيمة ,مثل هذه التحويلات تحتاج إلى تحويل صريح .
يوجد نمطين للتحويل الصريح هو الوظيفي (الدالي) functional وc-like :
```
short
 
s
 
=
 
1000
;

int
 
a
;

a
 
=
 
(
int
)
 
s
;
 
// c-like cast notation

a
 
=
 
int
(
s
);
 
// functional notation

```

معاملات التحويل الصريح يمكن استخدامها لمعظم أنواع البيانات الأساسية , ولكن يمكن أن تطبق بشكل عشوائي على الكائنات ومؤشرات الكائنات ,أي يمكن أن تكون صحيحة من حيث التركيب ولكن تسبب في حدوث خطأ وقت التشغيل run-time :
```
class
 
A

{

    
float
 
x
,
y
;

};

class
 
B

{

    
int
 
i
,
j
;

public
:

    
B
 
(
int
 
a
,
 
int
 
b
)
 
{
 
i
 
=
 
a
;
 
j
 
=
 
b
;
 
}

    
int
 
result
()
 
{
 
return
 
i
 
+
 
j
;
 
}

};

int
 
main
()

{

    
A
 
d
;

    
B
 
*
b
;

    
b
 
=
 
(
B
)
 
&
d
;
      
//Error

    
cout
 
<<
b
->
result
();

    
return
 
0
;

}

```

هذا الكود يقوم بتصريح مؤشر إلى الكائن B ,وبعد ذلك يسند له مرجع من كائن آخر A غير متوافق معه بالنوع :
```
b
 
=
 
(
B
)
 
&
d
;

```

التحويل الصريح التقليدي يمكن أن يحول أي مؤشر إلى مؤشر آخر , ولكن بصرف النظر عن ذلك . إن استدعاء الدالة result قد تعطي خطأ في وقت التشغيل أو أنها تعطي قيمة غير متوقعة ,لأجل السطيرة على هذه التحويلات التي تتم بين الفئات ,لدينا أربع معاملات :
dynamic_cast وreinterpret_cast وstatic_cast وconst_cast
لديها صيغة خاصة فيها ,فيتم تمرير النوع داخل أقواس الزاوية <> ,وبعدها مباشرة يتم كتابة التعبير المراد تحويله بين قوسين .
```
dynamic_cast
 
<
new_type
>
 
(
expression
)

reinterpret_cast
 
<
new_type
>
 
(
expression
)

static_cast
 
<
new_type
>
 
(
expression
)

const_cast
 
<
new_type
>
 
(
expression
)

```

أما التحويل الصريح فأن صيغته كالتالي :
```
(
new_type
)
 
expression

new_type
 
(
expression
)

```

وكل نوع من أنواع التحويل لديها مايميزها عن الآخر .

## التحويل الديناميكي
(بالإنجليزية: dynamic_cast)‏ يمكن أن يستخدم التحويل الديناميكي فقط مع المؤشرات والمراجع إلتي تشير إلى الكائنات Object , الغرض منه هو ضمان أن تكون نتيجة التحويل صالحة وصحيحة بالنسبة للفئة المطلوبة ,ولذلك dynamic_cast دائما تعطيك نتيجة صحيحة عندما تريد التحويل بين الفئة المشتقة إلى واحدة من الفئات الأساسية.
```
class
 
CBase
 
{
 
};

class
 
CDerived
:
 
public
 
CBase
 
{
 
};

CBase
 
b
;
 
CBase
*
 
pb
;

CDerived
 
d
;
 
CDerived
*
 
pd
;

pb
 
=
 
dynamic_cast
<
CBase
*>
(
&
d
);
 
// ok: derived-to-base

pd
 
=
 
dynamic_cast
<
CDerived
*>
(
&
b
);
 
// wrong: base-to-derived

```

في الكود السابق ينتج المترجم خطأ بسبب التحويل الثاني لأن التحويل من فئة أساسية إلى فئة مشتقة غير مسموح .
إلا إذا كانت الفئة متعددة الأشكال (نمط من أنماط oop).
عندما تكون الفئة متعددة الأشكال polymorphic , فإن Dynamic_cast يقوم بحفص دقيق خلال وقت التشغيل للتأكد بأن القيمة المعادة صحيحة وصالحة للفئة المطلوبة ,مثال على ذلك :
```
// dynamic_cast

#include
 
<iostream>

#include
 
<exception>

using
 
namespace
 
std
;

class
 
CBase
 
{
 
virtual
 
void
 
dummy
()
 
{}
 
};

class
 
CDerived
:
 
public
 
CBase
 
{
 
int
 
a
;
 
};

int
 
main
 
()
 
{

  
try
 
{

    
CBase
 
*
 
pba
 
=
 
new
 
CDerived
;

    
CBase
 
*
 
pbb
 
=
 
new
 
CBase
;

    
CDerived
 
*
 
pd
;

    
pd
 
=
 
dynamic_cast
<
CDerived
*>
(
pba
);

    
if
 
(
pd
==
0
)
 
cout
 
<<
"Null pointer on first type-cast"
 
<<
endl
;

    
pd
 
=
 
dynamic_cast
<
CDerived
*>
(
pbb
);

    
if
 
(
pd
==
0
)
 
cout
 
<<
"Null pointer on second type-cast"
 
<<
endl
;

  
}
 
catch
 
(
exception
&
 
e
)
 
{
cout
 
<<
"Exception: "
 
<<
e
.
what
();}

  
return
 
0
;

}

```

النتائج :
```
Null
 
pointer
 
on
 
second
 
type
-
cast

```